# Rokitno Szlacheckie
Rokitno Szlacheckie – wieś w Polsce, położona w województwie śląskim, w powiecie zawierciańskim, w gminie Łazy.
Do 1947 roku miejscowość należała do gminy Rokitno-Szlacheckie. W latach 1975–1998 miejscowość administracyjnie należała do województwa katowickiego.
Jest to wieś położona we wschodniej części gminy Łazy. Jej zabudowa została ukształtowana w oparciu o układ krzyżujących się dróg. Do dzisiaj zachowany został przestrzenny układ wsi oraz pozostałości dawnej zabudowy.

## Etymologia nazwy
Nazwa Rokitno pochodzi od słowa rokita, rokicie, oznaczającym krzewy z rodziny wierzbowatych dochodzące do 1 m wysokości o cienkich płożących się pędach, a tereny na których rosły nazwano Rokicinem, Rokitnem. Miejscowość znana była jako Rokitno aż do XIX wieku, kiedy dodano jej przydomek Szlacheckie, prawdopodobnie od jedynego najdłużej utrzymującego się i najlepiej prosperującego w okolicy majątku szlacheckiego.
| SIMC    | Nazwa        | Rodzaj     |
| ------- | ------------ | ---------- |
| 0216734 | Kazimierówka | przysiółek |
| 0216852 | Laskowa      | część wsi  |

## Historia
Pierwsza wzmianka o wsi pochodzi z 1415 roku i jest zawarta w dokumencie Piotra Szafrańca Starszego – właściciela zamku w Pieskowej Skale. Rokitno wchodziło w skład dóbr Pieskowej Skały do 1445 roku, kiedy zostało sprzedane rodzinie Krzyszyńskich. W latach 1471–92 miejscowość wchodziła w skład dóbr ogrodzienieckich. Przez krótki okres Rokitno należało do dóbr pilickich, ale już od 1526 roku wróciło ponownie do dóbr ogrodzienieckich. W XV wieku odnotowano istnienie we wsi młyna na rzece Mitrędze (stąd pochodzi nazwa dzisiejszej dzielnicy Łaz – Młynka). W 1595 roku wieś rokitno położona w powiecie lelowskim województwa krakowskiego była własnością wojewody krakowskiego Mikołaja Firleja.
W 1791 roku do Rokitna Szlacheckiego należały okoliczne przyległości: Łazy, Mitręga i Młynek. W samym Rokitnie było 76 zabudowań, w tym karczma, browar i dwór, w którym rezydował administrator, leśniczy i dozorca jeleni. W miejscowości mieszkało 509 osób (241 mężczyzn i 268 kobiet), w tym 7 osób pochodzenia szlacheckiego oraz 10 Żydów.
W XVIII i XIX wieku na terenie miejscowości istniały kopalnie węgla kamiennego, m.in. Kamila i Ludwika. Ostatni właściciele Rokitna należeli do rodu Poleskich i zarządzali majątkiem aż do reformy rolnej po II wojnie światowej. Michał  hrabia Poleski herbu Poraj wraz z żoną Lucyną z hrabiów Szembek, zgromadził bogate zbiory muzealne i biblioteczne, z których część została przekazana do Muzeum Narodowego w Krakowie, a reszta uległa zniszczeniu podczas zawieruch wojennych.
W latach 1867-1947 istniała gmina Rokitno Szlacheckie. W latach 1954-1972 wieś była siedzibą gromady Rokitno Szlacheckie.

## Obiekty historyczne i zabytkowe
Zespół pałacowo-parkowy znajdujący się przy ul. Nowe Życie. Nie zachował się pierwotny, drewniany budynek dworski, pochodzący z przełomu XVIII i XIX wieku. Zachowały się natomiast fragmenty neogotyckiej rozbudowy z II połowy XIX wieku, na które składają się biblioteka i wieża oraz część zabudowań gospodarczych. Wokół budynków rośnie park krajobrazowy ze starodrzewiem o mało czytelnej kompozycji. Zatarciu uległ pierwotny układ ścieżek parkowych. Zachowały się jedynie aleje: lipowa i kasztanowa oraz szpaler drzew.
Nie zachowała się również kapliczka stojąca przy ul. 1 Maja. Pochodziła z XIX wieku. Był to obiekt murowany, otynkowany. Wewnątrz znajdowała się rzeźba ludowa św. Jana Nepomucena. Zburzono ją przy okazji budowy skweru przy skrzyżowaniu ulic: 1 Maja i Szlacheckiej.
W miejscowości znajdują się: parafialny kościół polskokatolicki pw. św. Antoniego przy ul. 1 Maja oraz parafialny kościół rzymskokatolicki pw. Miłosierdzia Bożego przy ul. Kościuszki, którego proboszczem od początku ustanowienia parafii, tj. od 7 grudnia 1992 r. jest ks. Piotr Kubat.

## Wspólnoty wyznaniowe
- Kościół Chrześcijan Wiary Ewangelicznej w RP – zbór w Rokitnie Szlacheckim, ul. Szlachecka 42[6]
- Kościół Polskokatolicki w RP – parafia św. Antoniego w Rokitnie Szlacheckim, ul. 1 Maja 25[7]
- Kościół rzymskokatolicki – parafia Miłosierdzia Bożego w Rokitnie Szlacheckim, ul. Kościuszki 4[8]